# Eduard Goldschmidt
Friedrich Eduard Goldschmidt (* 16. Dezember 1793 in Berlin; † 17. Februar 1865 in Berlin) war ein Textilfabrikant und Stadtverordneter in Berlin.

## Leben
Eduard Goldschmidt stammte aus einer jüdischen Familie. Der Vater Ruben Goldschmidt (1761–1826) war Kaufmann in Berlin, die Mutter war Jeanette, geborene Herzfeld († 1806). Er machte eine Ausbildung in England, wo er die dortigen Industrialisierungsentwicklungen studierte.
Seit 1825 war er Miteigentümer der Baumwollfabrik R. Goldschmidt und Söhne in der Köpenicker Straße 24 in der Luisenstadt. Seit 1827, nach dem Tod des Vaters, leitete er sie  mit drei Brüdern gemeinsam. 1832 begann er mit der maschinellen Produktion mit Dampfmaschinen nach englischem Vorbild und trat dafür in der Öffentlichkeit ein. „Eduard Goldschmidt war eine der Schlüsselpersonen der Berliner Industrialisierung.“
Eduard Goldschmidt engagierte sich auch für die Verbesserung der Arbeits- und Lebensbedingungen der Arbeiter. Er war Mitglied im Luisenstädtischen Wohlthätigkeitsverein und Vorsitzender der 29. Armenkommission. 1844 gründete er den Centralverein für das Wohl der arbeitenden Klassen mit anderen Persönlichkeiten.

„Es hat das Anwachsen des Proletariats seinen Grund darin, dass es immer schwerer wird, allen Arbeitsfähigen und Arbeitsuchenden regelmässige Beschäftigung und durch diese die Mittel zu ihrer Erhaltung zu geben. Die grossen Fragen, wie diese Masse vor gänzlicher Verarmung zu schützen ist, müssen tiefer erfasst werden, als das bisher geschehen ist.“

1844 gehörte Eduard Goldschmidt zu den Mitorganisatoren der Gewerbe-Ausstellung des Deutschen Zollvereins in Berlin. 1846 wurde er Stadtverordneter. Eduard Goldschmidt leitete die Kattundruckerei R. Goldschmidt und Söhne bis zu seinem Tod 1865.

## Ehen und Nachkommen

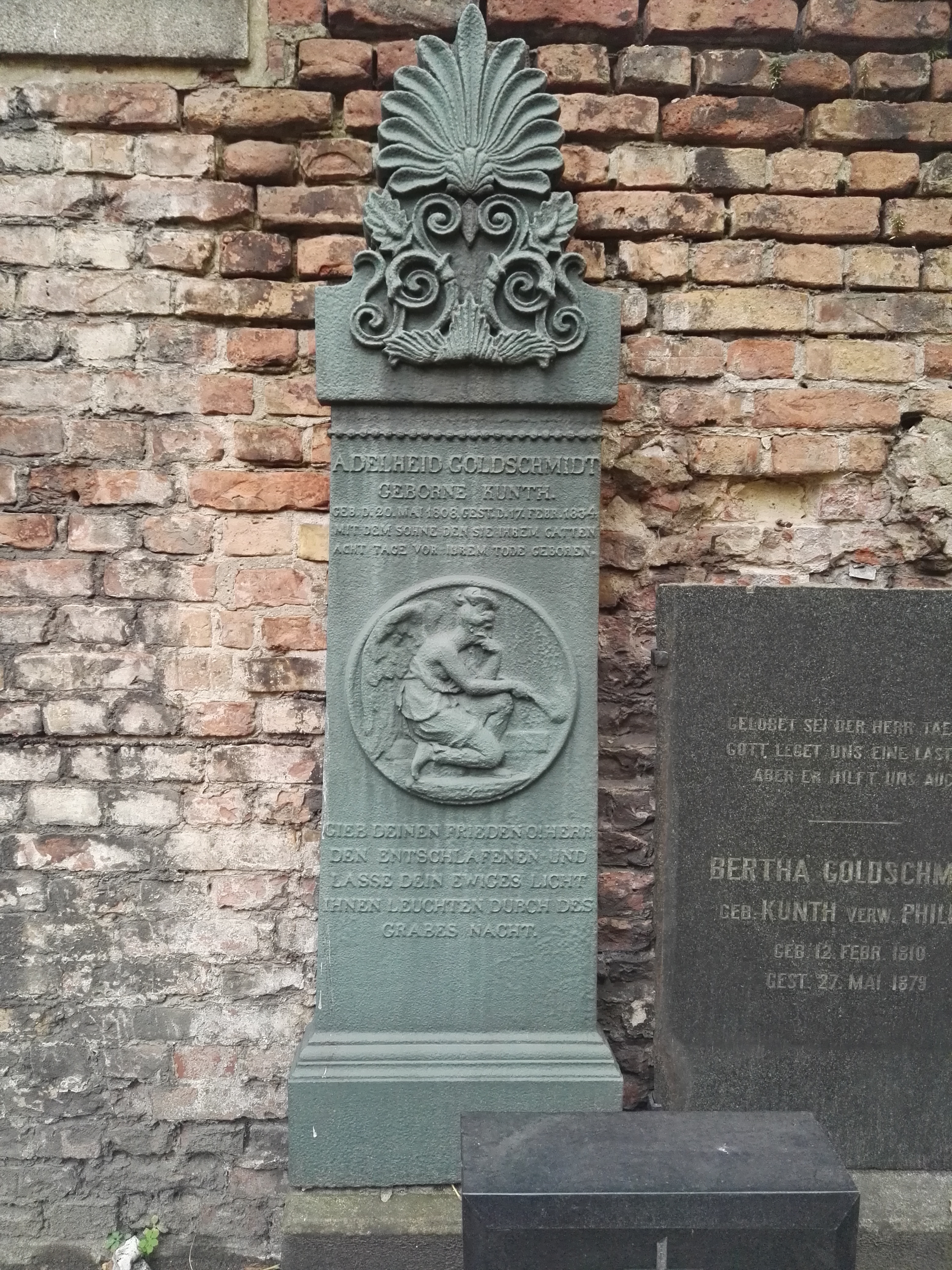
Grabmäler für Adelheid und Bertha Kunth-Goldschmidt

Eduard Goldschmidt war mit Adelheid Kunth (1808–1834), einer Tochter des Staatsrats Christian Kunth, verheiratet. Sie starb nach der Geburt eines Sohnes.
Danach heiratete er deren Schwester Bertha Kunth (1810–1879), die bereits verwitwet war. Sie hatten neun Kinder, darunter
- Friedrich Goldschmidt (1837–1902), Industrieller und Reichstagsabgeordneter
- Paul Goldschmidt (1840–1920), Historiker
- Wilhelm Goldschmidt (1841–nach 1921), Schriftsteller und Buchhändler in St. Petersburg.